# DB-Baureihe 225
Die Baureihe 225 der Deutschen Bahn ist eine vierachsige Diesellokbaureihe. Die Lokomotiven gehören zu DB Cargo Deutschland (vormals DB Schenker Rail, davor Railion, früher DB Cargo) und werden im Güterverkehr eingesetzt.

## Geschichte
Die Loks dieser Baureihe entstanden ab dem Jahr 2001 durch Umzeichnung oder Umbau von 68 Lokomotiven der Baureihe 215. Weitere sechs Fahrzeuge wurden 2003 und 2005 aus der Vorserie der Baureihe 218 zur Baureihe 225.8 umgezeichnet.
Bei einigen der zuvor von DB Regio im Personenverkehr eingesetzten Lokomotiven der Baureihe 215 wurde mit dem Verkauf die Dampfheizung ausgebaut, da diese für Güterzüge nicht mehr benötigt wurde. Stattdessen wurde ein Vorwärm- und Warmhaltegerät für die Maschinenanlage eingebaut. Ein großer Teil der umgezeichneten Loks behielt zunächst die Dampfheizung, wurde jedoch teilweise später umgebaut, häufig im Zusammenhang mit Hauptuntersuchungen. Außerdem besitzen die Loks eine Doppeltraktionssteuerung, die Doppeltraktionen mit Loks der Baureihen 217 und 218 ermöglichen. Pärchen aus je einer Lok der Baureihen 217 und 225 waren zum Beispiel rund um Mühldorf üblich.
Eine technische Besonderheit besitzen die Lokomotiven mit den Ordnungsnummern 023 bis 029 – ebenfalls auch schon vor der Umzeichnung zur Baureihe 225 – für Einsätze in Belgien eine Ausrüstung für das dort übliche Zugbeeinflussungssystem Crocodile.
Eine weitere Sonderstellung nehmen die Lokomotiven mit den Ordnungsnummern 030 bis 032 ein, die bereits vor der Umzeichnung eine elektrische Zugheizung erhielten, die sie auch heute noch besitzen (technische Angaben dazu im Artikel über die Baureihe 215).
Zudem unterscheiden sich die Lokomotiven 225 001–004 und 225 802–811 insofern von den übrigen, als diese wegen der fehlenden hydrodynamischen Bremse nicht für Steilstrecken zugelassen sind. Außerdem sind die genannten Loks nur für 130 km/h zugelassen.
2011 erhielt die 225 008 im Werk Bremen einen neuen MTU-Zwölfzylindermotor. Er erfüllt die EU-Emissionsstufe IIIB. Durch verschiedene Maßnahmen wie drei Turbolader und eine gekühlte Abgasrückführung wird der Ausstoß an Stickoxiden erheblich reduziert. Zusätzlich reduziert ein Partikelfilter den Feinstaubausstoß um 90 Prozent. Auch das Kühlsystem und das Getriebe wurden angepasst.

## Aktuell

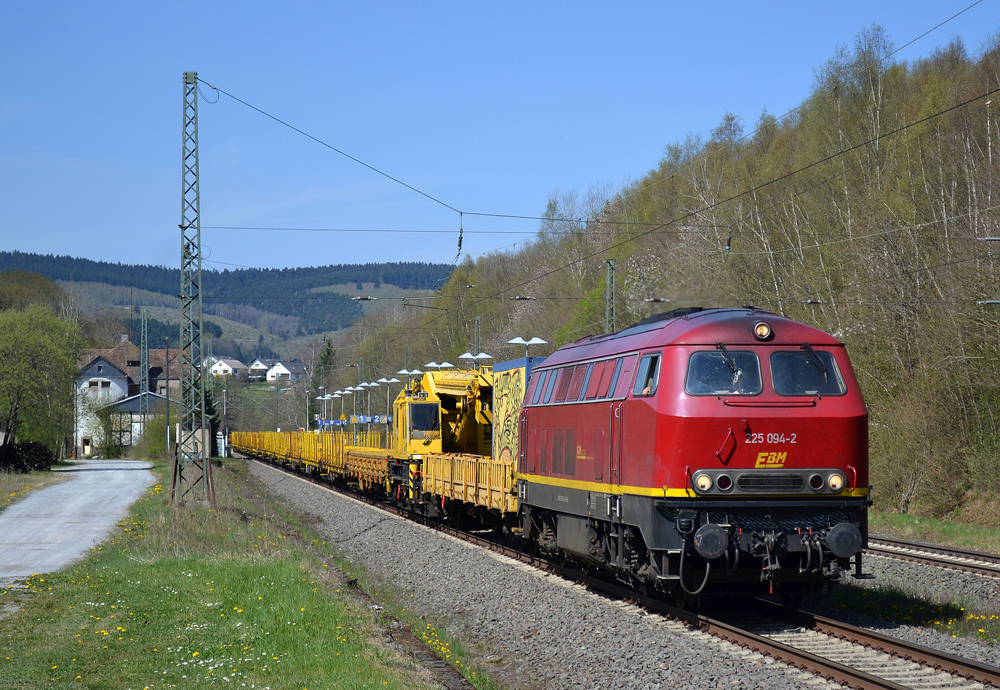
225 094-2 von EBM Cargo mit einem Bauzug auf der Dillstrecke bei Dillbrecht (April 2015).

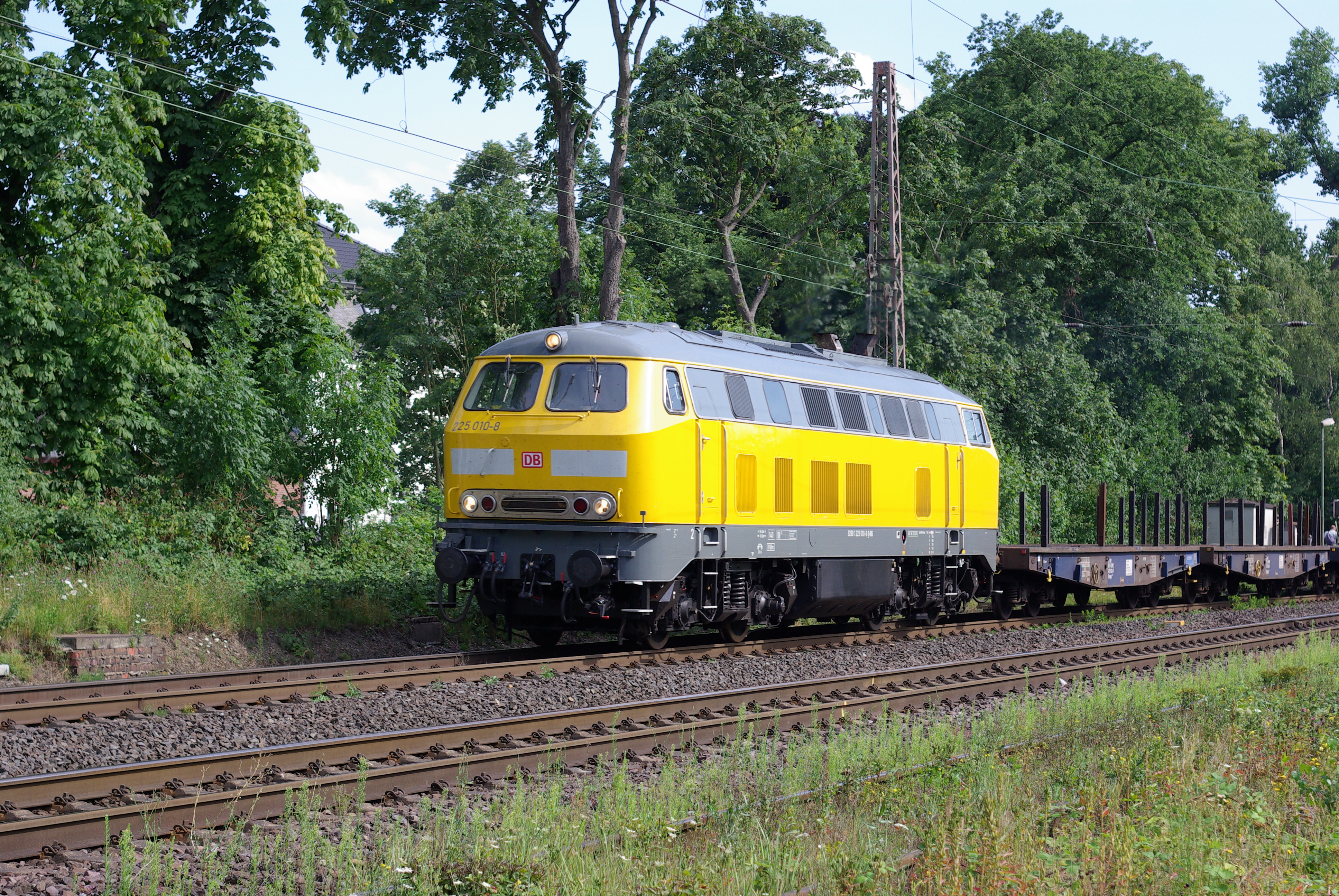
DB 225 010-8 von DB Bahnbau am 1. August 2015 in Ratingen-Lintorf

Im August 2015 waren noch 18 Maschinen im aktiven Betriebsdienst, 27 weitere Loks waren z-gestellt und 29 Loks bereits ausgemustert. Von den 18 aktiven Maschinen werden 7 von der DB (davon 4 als 225.8 bezeichnete ehemalige Vorserien-218er) und 11 von anderen Eigentümern eingesetzt. Die zentrale Tagebuchführung für die Baureihe 225 liegt heute in Leipzig, eingesetzt werden die DB-Lokomotiven aktuell nur noch von den Bahnbetriebswerken Osnabrück und Saarbrücken bzw. Ulm. Die Nicht-DB-Maschinen verteilen sich auf:
| Bahngesellschaft                     | Abkürzung | Anzahl |
| ------------------------------------ | --------- | ------ |
| Nordbayerische Eisenbahngesellschaft | NBEG      | 4      |
| Aggerbahn Andreas Voll               | AVOLL     | 1      |
| Eifelbahn Verkehrsgesellschaft mbH   | EVG       | 1      |
| BBL Logistik GmbH                    | BBL       | 3      |
| Stuttgarter Bahnservice Ltd.         | STGBS     | 1      |
| Railsystems RP GmbH                  | RPRS      | 1      |
| NOBEG Furth i.W.                     | NOBEG     | 1      |
| Eisenbahngesellschaft Potsdam        | EGP       | 3      |
| Aixrail GmbH                         | AIX       | 1      |
| EfW-Verkehrsgesellschaft             | EfW       | 9      |
| Lappwaldbahn                         | LWB       | 1      |

Im Frühjahr 2015 wurde die 225 010 an DB Bahnbau abgegeben und gelb lackiert.
Im Frühjahr 2017 hat die Firma AIXrail aus Aachen die 225 073 von der DB erworben und setzt sie im Bau- und Güterzugdienst ein.

## Zukunft
Die Deutsche Bahn hat im März 2010 einen Rahmenvertrag über 200 neue Streckendiesellokomotiven ausgeschrieben. Langfristig sollen damit die noch vorhandenen Loks der Baureihen 215 bis 225 der V-160-Familie ersetzt werden. Nachfolger sollte die Baureihe 245 werden, konnte sich aber nicht durchsetzen, so dass (Stand 2024) immer noch genügend V160 unterwegs sind.